# Campeonato mundial A de hockey patines masculino de 2005
El XXXVII Campeonato mundial de hockey sobre patines masculino se celebró en San José, California, entre el 6 de agosto y el 13 de agosto de 2005. Esta no fue sólo la primera edición del torneo en disputarse en América del Norte sino también la primera en disputarse fuera de Europa y América del Sur.
En el torneo, realizado en el Pabellón OmniSports du Perrier participaron las selecciones de 16 países repartidas en la primera ronda en 4 grupos.
La final del campeonato fue disputada por las selecciones de Argentina y España. El partido concluyó con un resultado de 2-1 a favor de España (1-0 tras el descanso) por lo que el equipo nacional español se alzó con su título 12º. 

## Equipos participantes
De los 16 seleccionados nacionales participantes del torneo, 9 son de Europa, 4 de América, 2 de África y 1 de Asia.
| Angola   | Andorra    | Inglaterra   | Alemania       |
| Chile    | Italia     | España       | Argentina      |
| Macao    | Mozambique | Francia      | Brasil         |
| Portugal | Suiza      | Países Bajos | Estados Unidos |

## Resultados

### Grupo A
| Equipo   | Pts | PJ | PG | PE | PP | GF | GC | Dif |
| -------- | --- | -- | -- | -- | -- | -- | -- | --- |
| Portugal | 9   | 3  | 3  | 0  | 0  | 32 | 7  | +25 |
| Angola   | 4   | 3  | 1  | 1  | 1  | 23 | 9  | +14 |
| Chile    | 4   | 3  | 1  | 1  | 1  | 17 | 10 | +7  |
| Macao    | 0   | 3  | 0  | 0  | 3  | 6  | 52 | -46 |

| Portugal | 5:1  | Angola |
| Chile    | 11:2 | Macao  |
| Portugal | 7:5  | Chile  |
| Angola   | 21:3 | Macao  |
| Angola   | 1:1  | Chile  |
| Portugal | 20:1 | Macao  |

### Grupo B
| Equipo     | Pts | PJ | PG | PE | PP | GF | GC | Dif |
| ---------- | --- | -- | -- | -- | -- | -- | -- | --- |
| Italia     | 9   | 3  | 3  | 0  | 0  | 22 | 5  | +17 |
| Suiza      | 6   | 3  | 2  | 0  | 1  | 12 | 5  | +7  |
| Andorra    | 3   | 3  | 1  | 0  | 2  | 4  | 9  | -5  |
| Mozambique | 0   | 3  | 0  | 0  | 3  | 4  | 23 | -19 |

| Italia  | 4:1  | Andorra    |
| Suiza   | 7:0  | Mozambique |
| Italia  | 5:2  | Suiza      |
| Andorra | 3:2  | Mozambique |
| Suiza   | 3:0  | Andorra    |
| Italia  | 13:2 | Mozambique |

### Grupo C
| Equipo       | Pts | PJ | PG | PE | PP | GF | GC | Dif |
| ------------ | --- | -- | -- | -- | -- | -- | -- | --- |
| España       | 9   | 3  | 3  | 0  | 0  | 17 | 2  | +15 |
| Francia      | 4   | 3  | 1  | 1  | 1  | 4  | 8  | -4  |
| Inglaterra   | 3   | 3  | 1  | 0  | 2  | 6  | 6  | 0   |
| Países Bajos | 1   | 3  | 0  | 1  | 2  | 3  | 14 | -11 |

| España     | 5:0 | Francia      |
| Inglaterra | 4:0 | Países Bajos |
| España     | 8:1 | Países Bajos |
| Francia    | 2:1 | Inglaterra   |
| España     | 4:1 | Inglaterra   |
| Francia    | 2:2 | Países Bajos |

### Grupo D
| Equipo         | Pts | PJ | PG | PE | PP | GF | GC | Dif |
| -------------- | --- | -- | -- | -- | -- | -- | -- | --- |
| Argentina      | 9   | 3  | 3  | 0  | 0  | 27 | 3  | +24 |
| Brasil         | 4   | 3  | 1  | 1  | 1  | 9  | 9  | 0   |
| Alemania       | 4   | 3  | 1  | 1  | 2  | 6  | 9  | -3  |
| Estados Unidos | 0   | 3  | 0  | 0  | 3  | 1  | 22 | -23 |

| Argentina | 6:3  | Brasil         |
| Alemania  | 4:0  | Estados Unidos |
| Argentina | 7:0  | Alemania       |
| Brasil    | 4:1  | Estados Unidos |
| Argentina | 14:0 | Estados Unidos |
| Brasil    | 2:2  | Alemania       |

## Fase final

### Puestos del 1 al 8
|  | Cuartos de final     | Cuartos de final     |                      |        | Semifinales  | Semifinales  |  |  | Final                | Final |
|  |                      |                      |                      |        |              |              |  |  |                      |       |
|  | 11 de agosto de 2005 |                      |                      |        |              |              |  |  |                      |       |
|  |                      |                      |                      |        |              |              |  |  |                      |       |
|  | España               | 13                   |                      |        |              |              |  |  |                      |       |
|  | España               | 13                   | 12 de agosto de 2005 |        |              |              |  |  |                      |       |
|  | Brasil               | 1                    |                      |        |              |              |  |  |                      |       |
|  | Brasil               | 1                    | España               | 4      |              |              |  |  |                      |       |
|  | 11 de agosto de 2005 |                      | España               | 4      |              |              |  |  |                      |       |
|  |                      | Portugal             | 1                    |        |              |              |  |  |                      |       |
|  | Portugal             | Portugal             | 1                    | 3      |              |              |  |  |                      |       |
|  | Portugal             |                      | 13 de agosto de 2005 | 3      |              |              |  |  |                      |       |
|  | Suiza                | 2                    |                      |        |              |              |  |  |                      |       |
|  | Suiza                | 2                    | España               | 2      |              |              |  |  |                      |       |
|  | 11 de agosto de 2005 |                      | España               | 2      |              |              |  |  |                      |       |
|  |                      | Argentina            | 1                    |        |              |              |  |  |                      |       |
|  | Argentina            | Argentina            | 1                    | 6      |              |              |  |  |                      |       |
|  | Argentina            | 12 de agosto de 2005 |                      | 6      |              |              |  |  |                      |       |
|  | Francia              | 0                    |                      |        |              |              |  |  |                      |       |
|  | Francia              | 0                    | Argentina            | 7      | Tercer lugar | Tercer lugar |  |  |                      |       |
|  | 11 de agosto de 2005 |                      | Argentina            | 7      |              |              |  |  |                      |       |
|  |                      | Italia               | 1                    |        |              |              |  |  |                      |       |
|  | Italia               | Italia               | 1                    | 2      | Portugal     | 4            |  |  |                      |       |
|  | Italia               |                      |                      | 2      | Portugal     | 4            |  |  |                      |       |
|  | Angola               | 1                    |                      | Italia | 3            |              |  |  |                      |       |
|  | Angola               | 1                    |                      |        | 3            |              |  |  |                      |       |
|  |                      |                      |                      |        |              |              |  |  | 13 de agosto de 2005 |       |
|  |                      |                      |                      |        |              |              |  |  |                      |       |

|  | Eliminatoria del 5º al 8º | Eliminatoria del 5º al 8º |   |                      | 5º y 6º Puesto       | 5º y 6º Puesto |  |
|  |                           |                           |   |                      |                      |                |  |
|  |                           |                           |   |                      |                      |                |  |
|  | 12 de agosto de 2005      |                           |   |                      |                      |                |  |
|  | Brasil                    | 1                         |   |                      |                      |                |  |
|  | Suiza                     | 5                         |   |                      |                      |                |  |
|  |                           |                           |   |                      |                      |                |  |
|  |                           |                           |   |                      | 13 de agosto de 2005 |                |  |
|  |                           |                           |   |                      | Suiza                | 5              |  |
|  |                           | Francia                   | 1 |                      |                      |                |  |
|  |                           |                           |   |                      |                      |                |  |
|  |                           |                           |   |                      |                      |                |  |
|  |                           |                           |   |                      | 7º y 8º Puesto       |                |  |
|  | 12 de agosto de 2005      | 12 de agosto de 2005      |   | 13 de agosto de 2005 | 13 de agosto de 2005 |                |  |
|  | Francia                   | 5                         |   | Brasil               | 2                    |                |  |
|  | Angola                    | 2                         |   |                      | Angola               | 6              |  |

### Puestos del 9 al 16
|  | Eliminatoria del 9º al 16º | Eliminatoria del 9º al 16º |                      |         | Eliminatoria del 9º al 12º | Eliminatoria del 9º al 12º |  |  | 9º Puesto            | 9º Puesto |
|  |                            |                            |                      |         |                            |                            |  |  |                      |           |
|  | 11 de agosto de 2005       |                            |                      |         |                            |                            |  |  |                      |           |
|  |                            |                            |                      |         |                            |                            |  |  |                      |           |
|  | Alemania                   | 8                          |                      |         |                            |                            |  |  |                      |           |
|  | Alemania                   | 8                          | 12 de agosto de 2005 |         |                            |                            |  |  |                      |           |
|  | Países Bajos               | 0                          |                      |         |                            |                            |  |  |                      |           |
|  | Países Bajos               | 0                          | Alemania             | 2       |                            |                            |  |  |                      |           |
|  | 11 de agosto de 2005       |                            | Alemania             | 2       |                            |                            |  |  |                      |           |
|  |                            | Andorra                    | 1                    |         |                            |                            |  |  |                      |           |
|  | Andorra                    | Andorra                    | 1                    | 9       |                            |                            |  |  |                      |           |
|  | Andorra                    |                            | 13 de agosto de 2005 | 9       |                            |                            |  |  |                      |           |
|  | Macao                      | 3                          |                      |         |                            |                            |  |  |                      |           |
|  | Macao                      | 3                          | Alemania             | 5       |                            |                            |  |  |                      |           |
|  | 11 de agosto de 2005       |                            | Alemania             | 5       |                            |                            |  |  |                      |           |
|  |                            | Chile                      | 3                    |         |                            |                            |  |  |                      |           |
|  | Chile                      | Chile                      | 3                    | 4       |                            |                            |  |  |                      |           |
|  | Chile                      | 12 de agosto de 2005       |                      | 4       |                            |                            |  |  |                      |           |
|  | Mozambique                 | 3                          |                      |         |                            |                            |  |  |                      |           |
|  | Mozambique                 | 3                          | Chile                | 2       | 11º y 12º                  | 11º y 12º                  |  |  |                      |           |
|  | 11 de agosto de 2005       |                            | Chile                | 2       | 11º y 12º                  | 11º y 12º                  |  |  |                      |           |
|  |                            | Estados Unidos             | 0                    |         |                            |                            |  |  |                      |           |
|  | Estados Unidos             | Estados Unidos             | 0                    | 5       | Estados Unidos             | 6                          |  |  |                      |           |
|  | Estados Unidos             |                            |                      | 5       | Estados Unidos             | 6                          |  |  |                      |           |
|  | Inglaterra                 | 3                          |                      | Andorra | 1                          |                            |  |  |                      |           |
|  | Inglaterra                 | 3                          |                      |         | 1                          |                            |  |  |                      |           |
|  |                            |                            |                      |         |                            |                            |  |  | 13 de agosto de 2005 |           |
|  |                            |                            |                      |         |                            |                            |  |  |                      |           |

|  | Eliminatoria del 13º al 16º | Eliminatoria del 13º al 16º |   |                      | 13º y 14º Puesto     | 13º y 14º Puesto |  |
|  |                             |                             |   |                      |                      |                  |  |
|  |                             |                             |   |                      |                      |                  |  |
|  | 12 de agosto de 2005        |                             |   |                      |                      |                  |  |
|  | Países Bajos                | 7                           |   |                      |                      |                  |  |
|  | Macao                       | 6                           |   |                      |                      |                  |  |
|  |                             |                             |   |                      |                      |                  |  |
|  |                             |                             |   |                      | 13 de agosto de 2005 |                  |  |
|  |                             |                             |   |                      | Países Bajos         | 0                |  |
|  |                             | Inglaterra                  | 3 |                      |                      |                  |  |
|  |                             |                             |   |                      |                      |                  |  |
|  |                             |                             |   |                      |                      |                  |  |
|  |                             |                             |   |                      | 15º y 16º Puesto     |                  |  |
|  | 12 de agosto de 2005        | 12 de agosto de 2005        |   | 13 de agosto de 2005 | 13 de agosto de 2005 |                  |  |
|  | Mozambique                  | 2                           |   | Mozambique           | 9                    |                  |  |
|  | Inglaterra                  | 4                           |   |                      | Macao                | 4                |  |

## Estadísticas

### Clasisficación general
| 1. España          |
| 2. Argentina       |
| 3. Portugal        |
| 4. Italia          |
| 5. Suiza           |
| 6. Francia         |
| 7. Angola          |
| 8. Brasil          |
| 9. Alemania        |
| 10. Chile          |
| 11. Estados Unidos |
| 12. Andorra        |
| 13. Inglaterra     |
| 14. Países Bajos   |
| 15. Mozambique     |
| 16. Macao          |